# Pig Latin
Pig Latin ('Varkenslatijn', of in het Pig Latin: Igpay Atinlay) is een Engels taalspelletje, dat vooral populair is bij kinderen, die het gebruiken als geheimtaal of voor de grap. Het gebruik van Pig Latin is verspreid over het gehele Angelsaksische taalgebied, maar vergelijkbare taalspelletjes komen ook in veel andere talen voor. Met het Latijn heeft dit taalspelletje niets te maken; de verwijzing naar deze taal is zuiver gebaseerd op de associatie met een vreemde, onbegrijpelijke taal.
Het principe van het Pig Latin is eenvoudig: de medeklinker(s) aan het begin van een woord worden aan het eind geplaatst, gevolgd door ay. Zo wordt het woord banana in het Pig Latin: anana-bay.

## Geschiedenis
Het is onbekend wanneer het Pig Latin is ontstaan. Van Benjamin Franklin is bekend, dat hij een versie van het Pig Latin gebruikte in enkele publicaties. In de negentiende en de eerste helft van de twintigste eeuw was het onder slagers en marktkooplui niet ongebruikelijk Pig Latin-achtige constructies te gebruiken om achter de rug van hun klanten om dingen met elkaar te bespreken. Ook misdadigers in het negentiende-eeuwse Londen gebruikten het Pig Latin als geheimtaal.
Tegenwoordig is het Pig Latin vooral in trek bij kinderen, die het gebruiken als vorm van amusement of als geheimtaal. Soms wordt het ook door volwassenen gebruikt om gevoelige onderwerpen te bespreken die hun meeluisterende kinderen niet mogen horen. Pig Latin speelt ook dikwijls een rol in programmeeropleidingen: een veelvuldig toegepaste oefening voor beginnende programmeurs is het schrijven van een procedure of subroutine die een Engels woord in Pig Latin omzet: de eenvoudigste manier om dit te bereiken is een recursieve case die de eerste letter van het woord naar het eind verplaatst, alvorens in alle gevallen ay aan de string wordt toegevoegd.
Pig Latin is een wijdverbreid fenomeen, dat ook zijn weg heeft gevonden naar literatuur, muziek en andere kunstvormen. Zo komt in de aflevering The Convict van de series The Office een serenade voor, die gedeeltelijk wordt gezongen in het Pig Latin. De componist Peter Schickele schreef als P.D.Q. Bach een deel van zijn Missa Hilarious in het Pig Latin ("Yriekay Eleisonay").
Enkele woorden uit het Pig Latin zijn doorgedrongen tot het Engels, zij het als slangwoorden: ixnay (nix), amscray (scram), en upidstay (stupid).

## Regels
Woorden kunnen uit het Engels worden gevormd met behulp van twee eenvoudige regels:
1. Bij woorden, die beginnen met één of meer medeklinkers, worden deze naar het einde van het woord verplaatst. Hieraan wordt vervolgens -ay toegevoegd. Dit gebeurt op basis van de uitspraak, niet van de spelling; stomme medeklinkers worden derhalve niet meegerekend. Voorbeelden:
  - button → utton-bay
  - dough  → ough-day
  - three → ee-thray
  - trash → ash-tray
2. Wanneer een woord met een klinker of een stomme medeklinker begint, verandert er niets aan het begin van het woord en wordt eenvoudigweg -ay achter het woord geplaatst. In sommige "dialecten" worden hier, om de uitspraak spannender te maken of om sandhi te voorkomen, dan nog "h", "w" of "d" tussen geplaatst. Zo kan het woord eagle worden omgevormd tot eagle-hay, eagle-way of eagle-day.  Voorbeelden:
  - Amsterdam → Amsterdam-way
  - orange → orange-way
  - honor → honor-ay

Er bestaan geen vaste transcriptieregels voor het Pig Latin. Soms worden een koppelteken of een apostrof gebruikt om de oorspronkelijke Engelse woorden herkenbaarder te maken. Bovendien kan op deze manier dubbelzinnigheid worden vermeden. Zo kan ayspray weergegeven als ay-spray of als ays-pray, afkomstig van spray resp. van prays.

## Varianten
Pig Latin is geen kunsttaal, waarvoor de regels ooit door één of enkele personen zijn opgesteld, of natuurlijke taal, die in de vorm van woordenboeken, grammatica's en andere voorschriften door een instelling wordt gereguleerd. Bovenstaande regels zijn dan ook niet dwingend en het Pig Latin bestaat in diverse gedaanten. Zo is er ook een variant, waarbij de eerste letter van een woord aan het eind wordt geplaatst met -a erachteraan. De zin "hello everybody" wordt dan: elloha verybodyea. Verder wordt er gevarieerd in de details: cellphone kan ellphone-cay worden, maar ook ell-cay one-phay. Er bestaat ook een variant, waarbij alleen de eerste letter van een consonantcluster wordt verplaatst. Aldus wordt street weergegeven als treet-say in plaats van eet-stray. 
Met het Pig Latin vergelijkbare taalspelletjes komen ook in andere talen voor. Voorbeelden zijn: Louchébem (gebaseerd op het Frans), Mattenglisch (op het Duits) en Rövarspråket (op het Zweeds).

## Voorbeeld
Als voorbeeld van het Pig Latin mag de volgende zin dienen:
Is-thay is-ay an-ay example-ay of-ay Ig-pay Atin-lay. As-ay ou-yay an-cay ee-say, it-ay is-ay illy-say, ut-bay ort-say of-ay un-fay or-fay ildren-chay.
Zonder koppeltekens:
Isthay isay anay exampleay ofay Igpay Atinlay. Asay ouyay ancay eesay, itay isay illysay, utbay ortsay ofay unfay orfay ildrenchay.
Engels:
This is an example of Pig Latin. As you can see, it is silly, but sort of fun for children.
Vertaling:
Dit is een voorbeeld van Pig Latin. Zoals je kunt zien stelt het weinig voor, maar het is best leuk voor kinderen.

## Wetenswaardigheden
In de videospellen van Rayman spreken alle personages Pig Latin.